# Santiago do Cacém
Santiago do Cacém – miasto i gmina w Portugalii, leżąca w dystrykcie Setúbal, w regionie Alentejo w podregionie Alentejo Litoral. Miejscowość jest siedzibą gminy o tej samej nazwie.

## Demografia
| Liczba ludności gminy Santiago do Cacém (1801–2011) | Liczba ludności gminy Santiago do Cacém (1801–2011) | Liczba ludności gminy Santiago do Cacém (1801–2011) | Liczba ludności gminy Santiago do Cacém (1801–2011) | Liczba ludności gminy Santiago do Cacém (1801–2011) | Liczba ludności gminy Santiago do Cacém (1801–2011) | Liczba ludności gminy Santiago do Cacém (1801–2011) | Liczba ludności gminy Santiago do Cacém (1801–2011) | Liczba ludności gminy Santiago do Cacém (1801–2011) | Liczba ludności gminy Santiago do Cacém (1801–2011) |
| --------------------------------------------------- | --------------------------------------------------- | --------------------------------------------------- | --------------------------------------------------- | --------------------------------------------------- | --------------------------------------------------- | --------------------------------------------------- | --------------------------------------------------- | --------------------------------------------------- | --------------------------------------------------- |
| 1801                                                | 1849                                                | 1900                                                | 1930                                                | 1960                                                | 1981                                                | 1991                                                | 2001                                                | 2004                                                | 2011                                                |
| 6 854                                               | 8 045                                               | 18 576                                              | 25 878                                              | 33 579                                              | 29 191                                              | 31 475                                              | 31 105                                              | 30 203                                              | 29 749                                              |

## Podział administracyjny
Freguesías gminy Santiago do Cacém (ludność wg stanu na 2011 r.)
- Abela (890 osób)
- Alvalade (2098)
- Cercal do Alentejo (3362)
- Ermidas-Sado (2020)
- Santa Cruz (461)
- Santiago do Cacém (7603)
- Santo André (10 647)
- São Bartolomeu da Serra (390)
- São Domingos (854)
- São Francisco da Serra (390)
- Vale de Água (615)